# Ukichiro Nakaya
Compléments
Flocons de neige artificiels
Ukichiro Nakaya (中谷 宇吉郎, 4 juillet 1900 - 11 avril 1962) est un physicien japonais connu pour son travail en glaciologie et en sciences de basses températures. Il est considéré comme le premier à avoir fabriqué des flocons de neige artificiels.

## Biographie

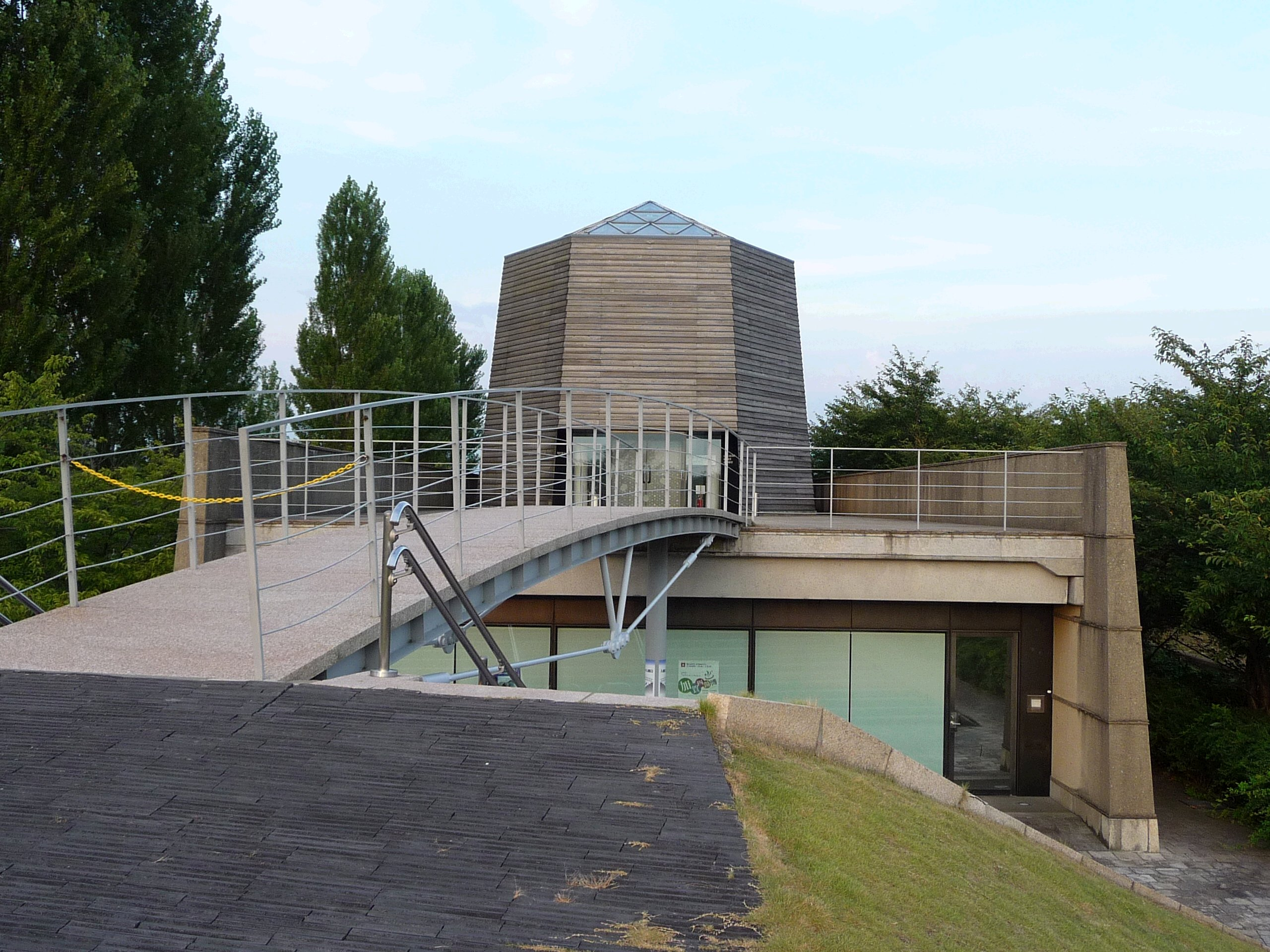
Musée de neige et de glace Nakaya (le bâtiment hexagonal fait référence à la forme hexagonale des flocons de neige) à la source Katayamazu à Kaga.

Nakaya est né près de la source chaude de Katayamazu à Kaga dans la préfecture d'Ishikawa près de la région représentée dans le Hokuetsu Seppu, une encyclopédie écrite en 1837 contenant 183 croquis de cristaux de neige naturels, ce qui deviendra le centre du travail de Nakaya. Il écrira plus tard que son père voulait qu'il devienne potier et l'envoya vivre avec un potier alors qu'il était encore à l'école primaire. Son père meurt après sa scolarité à l'école primaire. Le premier article scientifique de Nakaya est écrit en 1924 pour le sujet inaugural du département de physique de l'université impériale de Tokyo et a pour sujet la porcelaine de Kutani.
Au lycée, Nakaya s'intéresse à l'hypothèse de la nébuleuse de Kant et Laplace et aux travaux de Hajime Tanabe qui l'influencent pour étudier la physique. Il apprend la physique expérimentale auprès de Torahiko Terada à l'université impériale de Tokyo et est diplômé en 1925. Peu après, il devient l'assistant de recherche de Terada à l'institut de recherche physique et chimique (RIKEN). Nakaya étudie la décharge électrostatique comme professeur assistant à l'université de Tokyo. En 1928 et 1929, il continue ses études au King's College de Londres auprès d'Owen Willans Richardson, où il travaille avec des rayons X à longue portée. En 1930, il devient professeur assistant à l'université impériale de Hokkaidō, avec laquelle il reste associé toute sa vie, puis plus tard reçoit son doctorat en sciences de l'université impériale de Kyoto.
Quand il arrive à l'université de Hokkaidō, le département de physique a un équipement minimum et de faibles fonds de recherche. Mais il y a sur place des quantités illimitées de neige naturelle, et Nakaya commence vite des recherches sur les cristaux de neige. À partir de 3 000 photomicrographies, il établit une classification générale des cristaux de neige naturels,.
En 1935, il ouvre le laboratoire de science de basses températures, et le 12 mars 1936, il crée le premier cristal de neige artificiel.
De 1936 à 1938, Nakaya et sa famille vivent dans une station de source chaude dans la péninsule d'Izu tandis qu'il récupère d'un clonorchiasis. Après sa guérison, il commence des études de soulèvement du gel (en) qui mènent à la fondation du laboratoire de physique agricole à l'université de Hokkaidō en 1946. En 1941, il reçoit le prix impérial de l'Académie japonaise pour ses contributions à la recherche sur les cristaux de neige.
En 1943, deux ans après le début de la guerre du Pacifique, Nakaya s'installe à l'observatoire de givrage atmosphérique (en) du mont Niseko-Annupuri, une montagne de 1 308 m à Hokkaidō. Un avion de chasse Zéro est apporté à l'observatoire dans l'espoir de trouver une façon de prévenir le givrage atmosphérique. L'année suivante, Nakaya se rend sur la côte de la sous-préfecture de Nemuro pour étudier la dissipation naturelle de la brume. Après la guerre, il continue ses recherches au laboratoire de physique agricole sur les inondations et la fonte des neiges dans les bassins versants.
Nakaya apprécie le travail de terrain autant que celui en laboratoire. Ses études l'amènent jusqu'au sommet du Mauna Loa à Hawaï et à l'île glacée T-3 dans l'archipel arctique canadien. En 1949, sur l'invitation de la société internationale de glaciologie (en) (une organisation dont il sera plus tard vice-président), Nakaya fait une tournée aux États-Unis et au Canada et assiste à la cérémonie d'inauguration du SIPRE (laboratoire de recherche et d'ingénièrie des régions froides (en)).
De 1952 à 1954, il est chercheur au SIPRE. Durant cette période, il vit à Winnetka dans l'Illinois et étudie les figures de Tyndall qui se développent dans les grands cristaux de glace après exposition à la lumière du soleil, qui ont été décrites pour la première fois par le physicien britannique John Tyndall,.
En 1954, l'université Harvard publie son Cristaux de neige : Naturels et artificiels, un livre illustré qui résume ses recherches dans ce domaine, débutant à partir de ses travaux à l'université de Hokkaidō. Il est une référence classique sur les formes des cristaux, montrant comment une analyse scientifique peut passer de l'observation systématique vers une description précise d'un phénomène naturel intéressant,.
En 1957, il visite le Groenland comme membre de l'expédition américaine pour l'année géophysique internationale. Il revient au Groenland plusieurs fois, restant généralement un mois ou deux, pour observer la calotte glaciaire glaciologique au site d'observation du 78e parallèle nord.
En 1960, Nakaya subit une opération pour un cancer de la prostate à l'hôpital de l'université de Tokyo. Il meurt en 1962 d'ostéomyélite. En reconnaissance pour ses travaux, il est décoré à titre posthume du plus haut ordre par le gouvernement japonais.
En 1960, le comité britannique pour la recommandation de noms en Antarctique nomme un groupe d'îles « îles Nakaya (en) » en reconnaissance de ses contributions à la science.
L'astéroïde (10152) Ukichiro est nommé en son honneur.

## Cristaux de neige

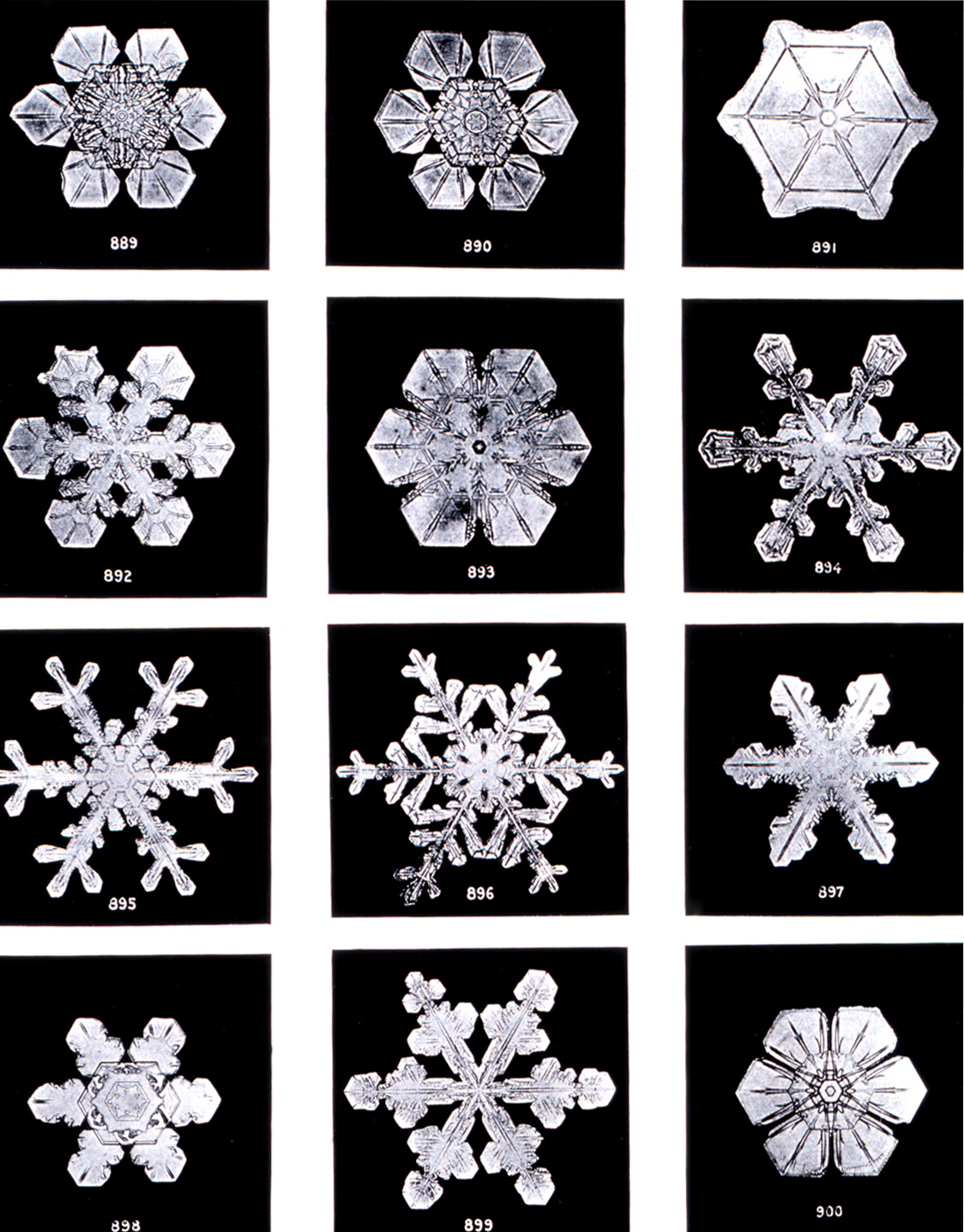
Différents flocons de neige pris par Wilson Bentley.

À partir de 1933, Nakaya observe la neige naturelle et fait 3 000 plaques photographiques de cristaux de neige, les classant en sept types principaux et mineurs. Au cours de ces observations, prenant des photographies de neige naturelle et les triant selon leur apparence en fonction des conditions météorologiques en cours, Nakaya ressent la nécessité de fabriquer de la neige artificielle à partir de cristaux de glace du laboratoire. Il génère de la vapeur d'eau dans un tube en verre à double couche qui est ensuite refroidi. Contrairement à ses attentes initiales, la création de cristaux de neige n'est pas une tâche facile car au lieu de se former en flocons, les cristaux de glace grandissent sur la ficelle de coton qu'il utilise pour la nucléation.
Le laboratoire de science des basses température ouvre en 1935, et les expériences continuent avec divers matériel sur le noyau glacigène. Ces expériences révèlent qu'une ficelle de bois est mieux qu'une ficelle de coton. Cependant, les cristaux de neige ne se forment toujours pas comme espéré. Un jour, Nakaya trouve un cristal sur la pointe d'un poil de lapin du laboratoire. C'est l'événement qui a conduit à la production du premier cristal de neige artificiel. Le 12 mars 1936, trois ans après sa première tentative, il produit un cristal de neige sur la pointe d'un poil de lapin. En décembre 1937, il photographie plusieurs types de cristaux artificiels influencé par le livre Cristaux de neige (1931) de Wilson Bentley qu'il admire grandement
.
Nakaya continue ses recherches sur les cristaux et découvre comment leurs différents motifs sont produits dans la nature. Il publie son Diagramme de Nakaya qui décrit les relations entre la vapeur, la température, la sursaturation, et l'excès de densité de vapeur dans les nuages.
Les travaux de Nakaya sont aujourd'hui commémorés par un monument de forme hexagonale sur le site de son laboratoire à l'université de Hokkaidō. Son matériel d'origine est conservé et exposé à l'Institut de la science des basses température.

## Essais scientifiques
Nakaya est également un essayiste scientifique prolifique. Une bibliographie sélective sur le site internet du musée de la neige et de la glace Nakaya Ukichiro liste plus de 40 titres de vulgarisation scientifique, sur des sujets allant de à la neige et de la géophysique à l'archéologie et aux méthodes scientifiques.
Il a produit également plusieurs documentaires et programme pour la radio. En 1950, il joue un rôle central dans la création des productions Iwanami qui a produit plus de 4 000 documentaires et films éducatifs.
Sa citation la plus célèbre est probablement « Les flocons de neige peuvent être vus comme des lettres du paradis ». Il revient sur cette vision à plusieurs reprises, la première fois dans le documentaire Cristaux de neige de 1939, et de nouveau dans une note manuscrite dans une copie de son livre Cristaux de neige : Naturels et Artificiels de 1954.

## Vie privée
Nakaya se marie deux fois. Sa première femme est la fille de Sakutaro Fujioka, un historien de la littérature qui a enseigné à l'université impériale de Tokyo. Elle meurt au Japon de diphtérie tandis que Nakaya étudie au King's College. Il se remarie en 1932. Sa fille, Fujiko Nakaya, née en 1933, est une artiste connue pour ses sculptures de brouillard,. Il a deux autres filles, Sakiko et Miyoko Nakaya.
Dans ses dernières années, Nakaya est un artiste de sumi-e accompli.

## Honneur
L'astéroïde (10152) Ukichiro est nommé en son honneur.